# Yūki
Yūki (jap. ゆうき, ユウキ) – imię japońskie, noszone zarówno przez kobiety i mężczyzn. Używane jest także jako nazwisko.

## Możliwa pisownia
Yūki można zapisać używając wielu różnych znaków kanji takich jak np.:
- 優希, „delikatna nadzieja”[1]
- 佑樹, „chronić, drzewo”
- 佑紀, „chronić, kronika”
- 佑貴, „chronić, cenny”
- 勇樹, „odwaga, drzewo”
- 祐樹, „ochrona, drzewo”
- 雄希
- 雄貴
- 有希
- 有希
- 友基
- 裕紀
- 裕希
- 悠希

## Znane osoby
o imieniu Yūki
- Yūki (ゆうき), klawiszowiec japońskiego zespołu An Cafe
- Yūki Abe (勇樹), japoński piłkarz
- Yūki Fuji (祐樹), japoński piłkarz
- Yūki Fukaya (友基), japoński piłkarz
- Yūki Furuta (佑紀), członek Japońskiego Sądu Najwyższego
- Yūki Igari (佑貴), japoński piłkarz
- Yūki Itō (有希), japońska skoczkini narciarska
- Yūki Nakashima (裕希), japoński piłkarz
- Yūki Matsuzaki (悠希), japoński aktor
- Yūki Okada (佑樹), japoński piłkarz
- Yūki Ozawa (雄希), japoński piłkarz
- Yūki Ōta (雄貴), japoński florecista, wicemistrz olimpijski
- Yūki Ōtsu (祐樹), japoński piłkarz
- Yūki Takahashi (裕紀), japoński motocyklista wyścigowy
- Yūki Yamaguchi (有希), japoński lekkoatleta, sprinter

o nazwisku Yūki
- Aoi Yūki (悠木), japońska seiyū, aktorka i piosenkarka
- Nobuteru Yūki (結城), japoński mangaka, ilustrator i animator

## Fikcyjne postacie
- Yūki Amagi (勇樹), postać serii Legendz
- Yūki Asano (ユウキ), bohaterka mangi i anime Kyō no Go no Ni
- Yūki Cross/Kuran (優姫), główna bohaterka mangi i anime Vampire Knight
- Yūki Kataoka (優希), bohaterka serii mang i anime Saki
- Yūki Minami (ゆうき), jedna z głównych bohaterek mangi i anime Kanamemo
- Yūki Mitani (祐輝), bohater anime Hikaru no go
- Yūki Tachimukai (Darren Lachance) (勇気), bohater sportowej gry wideo, mangi i anime Inazuma 11